# Алан Ватс
Алан Вилсон Ватс (6. јануар 1915 - 16. новембар 1973) био је британски  филозоф који је тумачио и популаризирао источњачку филозофију публици на западу. Рођен је у Крајстчерчу у Енглеској, а 1938. године се преселио у Сједињене Државе и започео зен тренинг у Њујорку. Током каријере је похађао Сибери западно-теолошку богословију, где је и магистрирао теологију . Ватс је 1945. године постао англикански свештеник, а затим је 1950. године напустио службу и преселио се у Калифорнију, где се придружио факултету Америчке академије за азијске студије .
Ватс је стекао велики број приврженика у области залива Сан Франциска, радећи као уредник програма на КПФА, станици Пацифик радија у Берклију . Ватс је написао више од 25 књига и чланака о темама важним за источну и западну религију, уводећи тада растућу културу младих на Пут зена (1957), једну од првих бестселер књига о будизму . У Психотерапија Истока и Запада (1961) Ватс је предложио да се будизам може посматрати као облик психотерапије, а не као религија. Сматрао је да је Природа, мушкарац и жена (1958) ”са књижевног становишта - најбоља књига коју сам икада написао."  Такође је истраживао људску свест у есеју "Нова алхемија" (1958) и у књизи Весела космологија (1962).
Пред крај свог живота време је проводио између куће на броду у Саусалиту и кабине на планини Тамалпаис . Према критичару Ерику Давису, његова "писања и снимљени разговори и даље блистају дубоком и галванском луцидношћу".